# Interrogatio Johannis
L'Interrogatio Johannis (titolo completo Interrogatio Iohannis apostoli et evangelistae in cena secreta regni coelorum de ordinatione mundi istius et de principe et de Adam), o Libro di Giovanni evangelista (da non confondere con l'Apocrifo di Giovanni, talvolta indicato con lo stesso nome) o Cena segreta, è un vangelo apocrifo in lingua latina, databile al tardo medioevo.
Di ispirazione manichea, è un raro documento del catarismo: in seguito alle persecuzioni subite, la maggior parte delle opere religiose dei Catari furono distrutte. Proviene dalla setta manichea del Bogomili della Bulgaria, attiva dal X al XIV secolo.

## Storia
Si tratta di un manoscritto in lingua latina conservato negli archivi del Tribunale
dell'Inquisizione della città francese di Carcassonne, in Linguadoca.
Stando a quanto afferma un'annotazione presente nel testo stesso, si tratterebbe di una traduzione in latino di un testo precedente, portato in Italia dalla Bulgaria da Nazario, vescovo della comunità catara di Concorezzo (attuale provincia di Monza e della Brianza), intorno al 1190.
Di lì passò in Linguadoca quasi certamente prima del 1209, anno della persecuzione dei catari francesi ad opera di papa Innocenzo III, dove è attualmente conservato.
Verosimilmente l'ambiente che lo produsse è riconducibile al movimento eretico dei bogomili dell'Oriente balcanico e la lingua originale dovrebbe essere stata lo slavo o il greco.

## Contenuto
Il manoscritto contiene un testo cristiano di matrice fondamentalmente manichea con influssi gnostici, benché in alcuni punti si discosti sensibilmente sia dal manicheismo che dallo gnosticismo intesi in senso stretto.
È lacunoso in alcune parti: ad esempio non è leggibile la risposta alla domanda "Che cosa significa mangiare la mia carne e bere il mio sangue?" che l'apostolo Giovanni pone a Gesù.
In sostanza, contiene un secretum cioè una rivelazione segreta che Gesù fa ad una determinata persona (in questo caso l'apostolo prediletto nonché evangelista Giovanni) in un determinato contesto (in questo caso l'ultima cena).
Schematicamente, il testo afferma che:
- Satana era originariamente un angelo con ampi poteri, ma ad un certo punto, per superbia, si ribellò a Dio volendo sostituirsi ad esso,
- conseguentemente Dio gli tolse lo splendore della luce e lo cacciò dall'ordinamento dei Cieli.

Le differenze iniziano quando il testo afferma che Satana, non trovando pace dopo la sua caduta dai cieli celesti, chiede a Dio compassione, compassione che gli viene concessa per un periodo di sette giorni nel quale si dà subito da fare creando il cielo, la terra e tutte le cose visibili unitamente ad Adamo ed Eva.
Successivamente due angeli ribelli che avevano seguito Satana nella sua trasgressione a Dio entrano rispettivamente nei corpi di Adamo ed Eva.
Sempre secondo questo testo, nella storia umana Satana avrebbe inviato sulla terra dei suoi emissari tra cui Enoch ed Elia, quest'ultimo con il corpo di Giovanni il Battista.
In sintesi, il genere umano e tutto quanto è presente sulla terra non è opera di Dio, bensì di Satana.
Il manoscritto termina affermando la vittoria del bene sul male: cosa inusuale per il manicheismo che considerava il conflitto tra il bene ed il male come coeterno e insolubile.

## Studi e traduzioni
Fu pubblicato la prima volta nel XVII secolo ad opera di I. Benoist nel suo libro Histoire des Albigeois et des Vaudois ou Barbets del 1691.
Sarà analizzato nel 1832 da J. K. Thilo nel suo Codex apocryphus Novi Testamenti ecc... e successivamente nel 1929 da R. Reitzenstein nel suo Die Vorgeschichte der christlichen Taufe.
È stato tradotto per la prima volta in lingua italiana nel 1969 da Marcello Craveri in I vangeli apocrifi della Einaudi Tascabili articolandolo in 16 brevi versetti.